# Ipomoea oenotheroides
Ipomoea oenotheroides är en vindeväxtart som först beskrevs av Carl von Linné d.y., och fick sitt nu gällande namn av Adrianus Dirk Jacob Meeuse och Welman. Ipomoea oenotheroides ingår i släktet praktvindor, och familjen vindeväxter. Inga underarter finns listade i Catalogue of Life.